# Sternocoelis bedeli
Sternocoelis bedeli är en skalbaggsart som först beskrevs av Lewis 1884.  Sternocoelis bedeli ingår i släktet Sternocoelis och familjen stumpbaggar. Inga underarter finns listade i Catalogue of Life.